# مارك براون (لاعب كرة قدم)
مارك براون (بالإنجليزية: Mark Brown)‏ (5 أغسطس 1984 في المملكة المتحدة - ) هو لاعب كرة قدم بريطاني في مركز الدفاع. لعب مع نادي رينجرز ونادي كلايد ونادي ألوا أثليتيك.

## وصلات خارجية
- مارك براون على موقع قاعدة بيانات كرة القدم.إي يو (الإنجليزية)
- مارك براون على موقع Soccerbase.com (لاعب) (الإنجليزية)